# Onze-Lieve-Vrouw van de Kempenkapel
De Onze-Lieve-Vrouw van de Kempenkapel is een kapel in de Noord-Brabantse plaats Eersel, gelegen aan Markt 1.

## Geschiedenis
Deze kapel werd gesticht in 1464 door ridder Hendrick van Eyck uit Duizel. Aanvankelijk was hij gewijd aan Onze-Lieve-Vrouw, Sint-Catharina en Sint-Nicolaas. Hij is gebouwd in gotische stijl en sluit het marktplein af. In 1648 werd hij gesloten voor de katholieke eredienst en ging dienst doen als gemeentehuis, cachot en bewaarplaats voor de brandspuit. Hij werd in 1918 nog hersteld als gemeentehuis maar in 1957 werd hij opnieuw hersteld en in 1958 weer als kapel in gebruik genomen. Toen kreeg hij de titel: Onze-Lieve-Vrouw van de Kempen.

## Gebouw
Het betreft een bakstenen gotische kapel met driezijdig afgesloten koor en een dakruiter. Het interieur wordt overkluisd door een houten tongewelf. In de dakruiter bevindt zich een klok uit 1717.